# Trung tướng Quân đội nhân dân Việt Nam thế kỷ 20

### Thụ phong thập niên 1940
| TT | Họ tên      | Năm sinh-Năm mất | Năm thụ phong | Chức vụ cao nhất                                | Ghi chú                                                                     |
| -- | ----------- | ---------------- | ------------- | ----------------------------------------------- | --------------------------------------------------------------------------- |
| 1  | Nguyễn Bình | 1906-1951        | 1948          | Tư lệnh Nam Bộ (1948-1951) Trung tướng đầu tiên | Anh hùng Lực lượng vũ trang nhân dân Huân chương Quân công hạng Nhất (1952) |

### Thụ phong thập niên 1950
| TT | Họ tên          | Năm sinh-Năm mất | Năm thụ phong | Chức vụ cao nhất                                                                        | Ghi chú                        |
| -- | --------------- | ---------------- | ------------- | --------------------------------------------------------------------------------------- | ------------------------------ |
| 2  | Nguyễn Văn Vịnh | 1918-1978        | 1959          | Chủ nhiệm Ủy ban Thống nhất Trung ương (1960-1971) Thứ trưởng Bộ Quốc phòng (1959-1960) | Ủy viên Trung ương Đảng khóa 3 |

### Thụ phong thập niên 1970
| TT | Họ tên         | Năm sinh-Năm mất | Năm thụ phong | Chức vụ cao nhất | Ghi chú                                                                                 |
| -- | -------------- | ---------------- | ------------- | --- | --------------------------------------------------------------------------------------- |
| 3  | Phan Bình      | 1922-1987        | 1974          | Cục trưởng Cục Quân báo, Bộ Tổng Tham mưu (1962-1986)                                                                                       |                                                                                         |
| 4  | Lê Quang Đạo   | 1921-1999        | 1974          | Chủ tịch Quốc hội (1987-1992) Phó Chủ nhiệm Tổng cục Chính trị (1955-1976)                                                                  | Bí thư Trung ương Đảng (1976-1986) Huân chương Sao Vàng (truy tặng 2002)                |
| 5  | Trần Độ        | 1923-2002        | 1974          | Phó Chủ tịch Quốc hội (1981-1987) Phó chủ nhiệm Tổng cục Chính trị (1974-1976)                                                              | Huân chương Hồ Chí Minh                                                                 |
| 6  | Nguyễn Đôn     | 1918-2016        | 1974          | Thứ trưởng Bộ Quốc phòng (1968-1973) | Huân chương Hồ Chí Minh                                                                 |
| 7  | Bằng Giang     | 1915-1990        | 1974          | Phó TổngThanh tra Quân đội (1976-1978) | Dân tộc Tày, Huân chương Hồ Chí Minh                                                    |
| 8  | Trần Quý Hai   | 1913-1985        | 1974          | Thứ trưởng Bộ Quốc phòng (1961-1985) Tổng Tham mưu phó QĐND                                                                                 | Huân chương Sao Vàng (truy tặng 2008) Huân chương Hồ Chí Minh                           |
| 9  | Lê Hiến Mai    | 1918-1992        | 1974          | Bộ trưởng Bộ Lao động và Xã hội (1975-1982) Phó chủ nhiệm Tổng cục Chính trị (1967-1975)                                                    | Huân chương Hồ Chí Minh                                                                 |
| 10 | Đồng Sĩ Nguyên | 1923-2019        | 1974          | Ủy viên Bộ Chính trị (1986-1991) Phó chủ tịch Hội đồng Bộ trưởng (1982-1991) Thứ trưởng Bộ Quốc phòng Tư lệnh kiêm Chính ủy Quân khu Thủ đô | Tư lệnh Binh đoàn 559 Thụ phong vượt cấp từ Đại tá lên Trung tướng Huân chương Sao vàng |

### Thụ phong thập niên 1980
| TT | Họ tên                  | Năm sinh-Năm mất | Năm thụ phong | Chức vụ cao nhất                                                                                | Ghi chú                                                 |
| -- | ----------------------- | ---------------- | ------------- | ----------------------------------------------------------------------------------------------- | ------------------------------------------------------- |
|    | Đồng Văn Cống           | 1918-2005        | 1980          | Phó Tổng Thanh tra Quân đội (1982-1982)                                                         | Huân chương Hồ Chí Minh                                 |
|    | Nguyễn Hòa (Trần Doanh) | 1927-2014        | 1980          | Tư lệnh Quân đoàn 1 (1974-1979)                                                                 | Ủy viên Trung ương Đảng khóa 5 Huân chương Hồ Chí Minh  |
|    | Cao Văn Khánh           | 1917-1980        | 1980          | Phó Tổng Tham mưu trưởng (1974-1980)                                                            |                                                         |
|    | Nam Long                | 1921-1999        | 1981          | Phó Giám đốc Học viện Quân sự cấp cao (1977-1983)                                               | Huân chương Hồ Chí Minh                                 |
|    | Vũ Xuân Chiêm           | 1923-2012        | 1982          | Thứ trưởng Bộ Quốc phòng (1976-1987) Chủ nhiệm Tổng cục Hậu cần (1976-1987)                     |                                                         |
|    | Lê Tự Đồng              | 1920-2011        | 1982          | Phó Tổng Thanh tra Quân đội                                                                     | Huân chương Hồ Chí Minh                                 |
|    | Đặng Kinh               | 1922-2019        | 1982          | Phó Tổng Tham mưu trưởng (1978-1988)                                                            | Huân chương Hồ Chí Minh                                 |
|    | Hoàng Nghĩa Khánh       | 1926-2016        | 1982          | Cục trưởng Cục Tác chiến (1979-1991)                                                            |                                                         |
|    | Hoàng Phương            | 1924-2001        | 1982          | Viện trưởng Viện Lịch sử Quân sự Quốc phòng                                                     | Giáo sư, Tiến sĩ                                        |
|    | Phạm Hồng Sơn           | 1923-2013        | 1982          | Viện phó Học viện Quân sự cấp cao (1978-1990)                                                   |                                                         |
|    | Hoàng Văn Thái          | 1920-2000        | 1982          | Quyền Chủ nhiệm Tổng cục Kỹ thuật (1986-1989)                                                   |                                                         |
|    | Lê Văn Tri              | 1920-2006        | 1982          | Tư lệnh Quân chủng Phòng không - Không quân (1969-1977)                                         |                                                         |
|    | Đỗ Trình                | 1922-2010        | 1982          | Phó Viện trưởng Viện Chiến lược Quân sự                                                         | Giáo sư, Tiến sĩ                                        |
|    | Nguyễn Hữu Xuyến        | 1915-2007        | 1982          | Phó Tư lệnh Quân khu 9 (1977-1982)                                                              | Huân chương Độc lập hạng nhất                           |
|    | Nguyễn Thế Bôn          | 1926-2009        | 1984          | Phó Tổng tham mưu trưởng (1982-1997)                                                            | Chủ tịch Hiệp Hội thể thao Người khuyết tật Việt Nam    |
|    | Trương Công Cẩn         | 1923-1993        | 1984          | Hiệu trưởng Trường Sĩ quan Chính trị Chính ủy Bộ Tư lệnh Pháo binh Chính ủy Quân khu Tây Bắc    |                                                         |
|    | Nguyễn Chánh            | 1917-2001        | 1984          | Thứ trưởng BQP Cộng hòa Miền Nam Việt Nam (1969-1976)                                           |                                                         |
|    | Nguyễn Anh Đệ           | 1925-1985        | 1984          | Tư lệnh Binh chủng Đặc công (1983-1985)                                                         |                                                         |
|    | Lư Giang                | 1920-1994        | 1984          | Tư lệnh Quân khu Thủ đô (1980-1989)                                                             |                                                         |
|    | Lê Hai                  | 1927-2019        | 1984          | Phó Chủ nhiệm Tổng cục Chính trị (1977-1979)                                                    |                                                         |
|    | Lê Linh                 | 1925-1998        | 1984          | Viện phó Chính trị Học viện Quân sự cấp cao                                                     |                                                         |
|    | Trần Văn Nghiêm         | 1923-1995        | 1984          | Tư lệnh Quân khu 9 (1979-1985)                                                                  |                                                         |
|    | Đàm Văn Ngụy            | 1928-2015        | 1984          | Ủy viên Trung ương Đảng khóa 6, 7 Tư lệnh Quân khu 1 (1987-1996)                                | Anh hùng LLVT (1956), Dân tộc Tày                       |
|    | Dương Cự Tẩm            | 1921-2006        | 1984          | Phó Tư lệnh Chính trị Quân khu 7                                                                |                                                         |
|    | Doãn Tuế                | 1917-1995        | 1984          | Phó Tổng tham mưu trưởng (1978-1988)                                                            |                                                         |
|    | Đinh Văn Tuy            | 1922-1990        | 1984          | Tư lệnh Bộ đội Biên phòng (1981-1990)                                                           |                                                         |
|    | Lê Văn Tưởng            | 1919-2007        | 1984          | Phó Chính ủy Quân Giải phóng miền Nam Ủy viên thường trực Ủy ban kiểm tra Quân ủy Trung ương    | Huân chương Hồ Chí Minh                                 |
|    | Võ Thứ                  | 1923-1999        | 1986          | Phó Tổng thanh tra Quân đội                                                                     |                                                         |
|    | Nguyễn Huy Chương       | 1926-2004        | 1986          | Phó tư lệnh chính trị Quân khu 5 (1984-1995)                                                    |                                                         |
|    | Hoàng Ngọc Diêu         | 1925-2020        | 1986          | Tổng cục trưởng Tổng cục Hàng không Dân dụng, Bộ Giao thông Vận tải (1976-1978 và 1987-1989)    |                                                         |
|    | Đỗ Văn Đức              | 1925-2013        | 1986          | Phó Tổng Tham mưu trưởng (1982-1995)                                                            |                                                         |
|    | Đặng Hòa                | 1927-2007        | 1986          | Phó Chủ nhiệm Ủy ban Kiểm tra Quân ủy Trung ương                                                | Huân chương Độc lập hạng Nhất                           |
|    | Nguyễn Xuân Hoàng       | 1918-1987        | 1986          | Trưởng ban Ban B.68 Trung ương Viện trưởng Viện Lịch sử Quân sự Việt Nam                        | Huân chương Độc lập hạng nhất                           |
|    | Hoàng Văn Khánh         | 1923-2002        | 1986          | Tư lệnh Quân chủng Phòng không (1977-1982)                                                      |                                                         |
|    | Nguyễn Sùng Lãm         | 1925-2012        | 1986          | Tư lệnh Đặc khu Quảng Ninh Phó Tư lệnh Quân khu 1 Phó Tư lệnh Quân khu 4                        |                                                         |
|    | Lê Xuân Lựu             | 1925-2016        | 1986          | Giám đốc Học viện Chính trị Quân sự (1981-1991)                                                 |                                                         |
|    | Nguyễn Xuân Mậu         | 1922-2025        | 1986          | Phó Chủ nhiệm UBKT Quân ủy Trung ương (1980-1989)                                               |                                                         |
|    | Nguyễn Xuân Thăng       | 1924-2000        | 1986          | Cục trưởng Cục Chính trị Bộ Tổng Tham mưu (1986-1995)                                           |                                                         |
|    | Lê Thùy (Lê Văn Lộc)    | 1922-1999        | 1986          | Tư lệnh Quân khu Tây Bắc (1970-1974)                                                            |                                                         |
|    | Trần Thanh Từ           | 1922-2022        | 1986          | Phó Chủ nhiệm Tổng cục Kỹ thuật (1981-1989)                                                     |                                                         |
|    | Nguyễn Hùng Phong       | 1927-2018        | 1986          | Phó tư lệnh về Chính trị kiêm Chủ nhiệm Chính trị Quân khu 1, Quân đội nhân dân Việt Nam        | Thiếu tướng (1979)                                      |
|    | Nguyễn Quốc Thước       | 1926-            | 1987          | Tư lệnh Quân đoàn 3 (1979-1983) Tư lệnh Quân khu 4 (1987-1996)                                  | Ủy viên TWĐ (1986-1991) Đại biểu Quốc hội khóa 8, 9, 10 |
|    | Nguyễn Thới Bưng        | 1927-2014        | 1988          | Thứ trưởng Bộ Quốc phòng (1992-1996)                                                            | Ủy viên Trung ương Đảng (1986-1996)                     |
|    | Phạm Hồng Cư            | 1926-2021        | 1988          | Phó Chủ nhiệm Tổng cục Chính trị (1986-1995)                                                    | Nguyên Cục trưởng Cục văn hoá Tổng cục Chính trị        |
|    | Nguyễn Đệ               | 1928-1998        | 1988          | Tư lệnh Quân khu 9 (1986-1996)                                                                  | Anh hùng LLVT (1998)                                    |
|    | Lê Hữu Đức              | 1925-2018        |               | Cục trưởng Cục Tác chiến                                                                        |                                                         |
|    | Phan Hoan               | 1927-2014        | 1988          | Tư lệnh Quân khu 5 (1997-1998)                                                                  |                                                         |
|    | Lê Nam Phong            | 1928-2022        | 1988          | Hiệu trưởng Trường Sĩ quan Lục quân 2                                                           |                                                         |
|    | Bùi Thanh Vân           | 1927-1994        | 1988          | Tư lệnh Quân khu 7 (1989-1994)                                                                  | Ủy viên Trung ương Đảng                                 |
|    | Phạm Minh Tâm           | 1930-2020        | 1989          | Phó tổng Thanh tra Quân đội                                                                     |                                                         |
|    | Đỗ Mạnh Đạo             | 1929-2006        | 1989          | Phó Tư lệnh về Chính trị Quân khu 3                                                             |                                                         |
|    | Trần Hanh               | 1932-2024        | 1989          | Ủy viên Trung ương Đảng (1981-1982), dự khuyết (1976-1981) Thứ trưởng Bộ Quốc phòng (1993-1996) | Anh hùng Lực lượng Vũ trang nhân dân                    |
|    | Nguyễn Hòa              | 1923-2000        | 1989          | Trưởng đoàn chuyên gia Quân sự Việt Nam tại Lào                                                 | Ủy viên dự khuyết Trung ương Đảng khóa V, VI            |
|    | Chu Duy Kính            | 1930-            | 1989          | Tư lệnh Quân khu Thủ đô (1989-1997)                                                             | Huân chương Độc lập hạng Nhất                           |
|    | Nguyễn Năng             | 1927-2010        | 1989          | Viện phó Học viện Quân sự cấp cao (1981-1993)                                                   |                                                         |
|    | Trần Văn Nhẫn           | 1927-2022        | 1989          | Tư lệnh Quân chủng Phòng không-Không quân (1983-1995)                                           |                                                         |
|    | Đặng Quân Thụy          | 1928-            | 1989          | Phó Chủ tịch Quốc hội kiêm Chủ nhiệm Ủy ban An ninh - Quốc phòng                                | Ủy viên Trung ương Đảng                                 |
|    | Nguyễn Văn Tiên         | 1924-2003        | 1989          | Tư lệnh Không quân                                                                              |                                                         |

### Thụ phong thập niên 1990
| TT | Họ tên            | Năm sinh-Năm mất | Năm thụ phong | Chức vụ cao nhất                                                                                  | Ghi chú                                                                        |
| -- | ----------------- | ---------------- | ------------- | ------------------------------------------------------------------------------------------------- | ------------------------------------------------------------------------------ |
|    | Vũ Trọng Cảnh     | 1929-2016        | 1990          | Bí thư Đảng ủy, Chính ủy kiêm Chủ nhiệm chính trị Quân chủng Phòng không.                         |                                                                                |
|    | Đoàn Chương       | 1927-2010        | 1990          | Viện trưởng Viện Chiến lược Quân sự (1994-1999)                                                   |                                                                                |
|    | Phan Thu          | 1931-            | 1990          | Thứ trưởng Bộ Quốc phòng (1993-1996) Ủy viên Trung ương Đảng (1991-1996)                          | Anh hùng Lực lượng Vũ trang nhân dân (1970)                                    |
|    | Hoàng Hữu Thái    | 1925-2001        | 1990          | Tư lệnh Quân chủng Hải quân (1990-1994)                                                           | Phó Đô đốc                                                                     |
|    | Nguyễn Xuân Hòa   | 1926-2020        | 1990          | Phó Tư lệnh Chính trị Quân khu 7 (1988-1996)                                                      |                                                                                |
|    | Vũ Cao            | 1927-            | 1992          | Cục trưởng Cục Tác chiến (1991-1996) Phó Tư lệnh TMT Quân đoàn 4 (1979-1985)                      |                                                                                |
|    | Trương Khánh Châu | 1934-2019        | 1992          | Thứ trưởng Bộ Quốc phòng (1996-2002)                                                              | Anh hùng Lực lượng Vũ trang nhân dân (1976)                                    |
|    | Nguyễn Ân         | 1928-2019        | 1992          | Hiệu trưởng Trường Sĩ quan Lục quân I (1989-1994)                                                 | Nguyên Sư trưởng Sư 304, Tư lệnh Mặt trận 379                                  |
|    | Nguyễn Hải Bằng   | 1932 - 2019      | 1992          | Quyền Giám đốc Học viện Quốc phòng                                                                | Nguyên Cục trưởng Cục Quân huấn (1990-1994), nguyên Sư đoàn trưởng Sư đoàn 316 |
|    | Văn Cương         |                  | 1992          | Hiệu trưởng Trường Sĩ quan Chính trị (1987-1997)                                                  | Phó giáo sư                                                                    |
|    | Nguyễn Kiệm       | 1931-2010        | 1992          | Chánh Thanh tra Bộ Quốc phòng (1992-1999)                                                         | Tư lệnh Quân đoàn 1 (1983-1988)                                                |
|    | Trần Linh         | 1929-2022        | 1992          | Phó Tư lệnh chính trị Bộ đội Biên phòng                                                           | 1985-1998                                                                      |
|    | Trịnh Trân        | 1928-2006        | 1992          | Tư lệnh Bộ đội Biên phòng (1991-1998) Phó Chủ nhiệm Ủy ban QPAN Quốc hội (1992-1997)              |                                                                                |
|    | Phạm Quang Cận    | 1927-2021        | 1992          | Tổng Biên tập Tạp chí Quốc phòng Toàn dân                                                         |                                                                                |
|    | Lương Hữu Sắt     | 1927-2018        | 1992          | Phó Chủ nhiệm Tổng cục Kỹ thuật Phó Tư lệnh Bộ Tư lệnh ra-đa Quân chủng Phòng không Không quân    | Phó Tư lệnh Quân chủng Không quân,                                             |
|    | Trần Xuân Trường  | 1928-2005        | 1992          | Giám đốc Học viện Chính trị Quân sự (1992-2001)                                                   | Giáo sư (1998), Nhà giáo nhân dân (1994)                                       |
|    | Vũ Xuân Vinh      | 1923-            | 1992          | Cục trưởng Cục Đối ngoại BQP (1980-1996)                                                          |                                                                                |
|    | Lê Văn Xuân       | 1929             | 1992          | Phó Tư lệnh Chính trị Quân chủng Hải quân (1987-1995)                                             | Phó Đô đốc                                                                     |
|    | Nguyễn Như Văn    | 1924-2010        | 1993          | Tổng cục trưởng Tổng cục II (1986-1994)                                                           |                                                                                |
|    | Vũ Văn Ba         | 1929-2018        | 1994          | Cục trưởng Cục Dân quân Tự vệ (1987-1993)                                                         |                                                                                |
|    | Đào Văn Dương     | 1922-            | 1994          | Tư lệnh Binh chủng Radar Quân chủng PKKQ (1976-1981)                                              | Mất sau sau năm 1975 do mắc bệnh hiểm nghèo                                    |
|    | Tiêu Văn Mẫn      | 1933-            | 1994          | Phó Tư lệnh Chính trị Quân khu 5 (1991-1998)                                                      | Chủ tịch Hội Nạn nhân chất độc da cam Hà Nội                                   |
|    | Nguyễn Văn Thái   | 1930-            | 1994          | Phó Giám đốc chính trị Học viện Lục quân Đà Lạt (1992-1999)                                       | Cục trưởng Cục Tư tưởng Văn hóa Tổng cục Chính trị                             |
|    | Nguyễn Đình Ước   | 1927-2010        | 1994          | Viện trưởng Viện lịch sử quân sự Việt Nam (1994-1998)                                             | Phó giáo sư                                                                    |
|    | Mai Xuân Vĩnh     | 1931             | 1994          | Tư lệnh Quân chủng Hải quân (1993-2000)                                                           | Phó Đô đốc Hải quân                                                            |
|    | Lê An             | 1936-2021        | 1994          | Giám đốc Học viện Lục quân Đà Lạt (1995-2000)                                                     |                                                                                |
|    | Nguyễn Thế Khánh  | 1917-2014        | 1995          | Viện trưởng Viện 108 (1965-1987)                                                                  | Giáo sư, Thầy thuốc nhân dân                                                   |
|    | Đỗ Quang Hưng     | 1929-2009        | 1995          | quyền Tư lệnh Quân khu 7 (1994-1995)                                                              | Huân chương Độc lập hạng Nhì                                                   |
|    | Nguyễn Phúc Thanh | 1944-2019        | 1995          | Chủ nhiệm Tổng cục Hậu cần (1993-1997)                                                            | Phó Chủ tịch Quốc hội                                                          |
|    | Phạm Văn Long     | 1946-            | 1998          | Phó Chủ nhiệm Tổng cục Chính trị (1997-2008)                                                      | Nguyên Chính ủy Quân khu 4                                                     |
|    | Đào Trọng Lịch    | 1939-1998        | 1998          | Thứ trưởng Quốc phòng kiêm Tổng tham mưu trưởng                                                   | Ủy viên Trung ương Đảng Mất vì tai nạn máy bay tại Lào ngày 25/5/1998          |
|    | Trần Tất Thanh    | 1939             | 1998          | Tư lệnh Quân khu 2 (1997-1998)                                                                    | Mất vì tai nạn máy bay tại Lào ngày 25/5/1998                                  |
|    | Lê Hải Anh        | 1945-2016        | 1999          | Phó Tổng Tham mưu trưởng (1998-2008)                                                              |                                                                                |
|    | Nguyễn Văn Cốc    | 1943-            | 1999          | Chánh Thanh tra Bộ Quốc phòng (1999-2002)                                                         | Phi công Ace, Anh hùng LLVT                                                    |
|    | Đỗ Trung Dương    | 1946             | 1999          | Phó Tổng Tham mưu trưởng (1997-2006)                                                              |                                                                                |
|    | Nguyễn Văn Phiệt  | 1938-            | 1999          | Phó Tư lệnh Chính trị Quân chủng PKKQ                                                             | Anh hùng LLVT (1973)                                                           |
|    | Nguyễn Đức Soát   | 1946-            | 1999          | Phó Tổng Tham mưu trưởng (2002-2008)                                                              | Phi công Ace, Anh hùng LLVT (1979)                                             |
|    | Nguyễn Văn Tấn    | 1941–2007        | 1999          | Tư lệnh Quân khu 9 (1996-2000)                                                                    |                                                                                |
|    | Nguyễn Khắc Dương | 1944 - 2008      | 1999          | Tư lệnh Quân khu 4 (1997-2002)                                                                    |                                                                                |
|    | Nguyễn Hoa Thịnh  | 1940-2022        | 1999          | Chủ nhiệm Tổng cục Kỹ thuật (1997-2001) Giám đốc Trung tâm Khoa học Công nghệ Quân sự (2002-2007) | Nguyên Giám đốc Học viện Kỹ thuật Quân sự (1989-1997)                          |

### Thụ phong năm 2000
| Thứ tự | Họ tên    | Năm sinh - Năm mất | Năm thụ phong | Chức vụ cao nhất                                                                              | Ghi chú                                                        |
| ------ | --------- | ------------------ | ------------- | --------------------------------------------------------------------------------------------- | -------------------------------------------------------------- |
| 1      | Phạm Tuân | 1947-              | 2000          | Chủ nhiệm Tổng cục Công nghiệp Quốc phòng (2000-2002) Chủ tịch Ngân hàng Quân đội (2002-2008) | Anh hùng Lực lượng Vũ trang Anh hùng Lao động Anh hùng Liên Xô |